# Pierre de Genève
Ne doit pas être confondu avec Pierre de Genève (en), fils du comte Humbert de Genève, Pierre, bâtard de Genève, fils de Guillaume III de Genève et à l'origine à la branche des Genève-Lullin.
Pierre (III) de Genève, mort en 1392, est comte de Genève de 1370 à 1392, et par mariage, comte de Vaudémont et seigneur de Joinville de 1374 à 1392. Il est le fils d'Amédée III, comte de Genève, et de Mathilde d'Auvergne.

## Biographie

### Origines
Pierre est le fils du comte de Genève Amédée III, et de Mathilde d'Auvergne, dite aussi Mahaut d'Auvergne ou de Boulogne, fille de Robert VII, comte d'Auvergne et comte de Boulogne (1314-1325), et de Marie de Flandres, sa seconde femme,,,. Il a quatre frères, Aymon († 1367), Amédée († 1368), Jean († 1370), Robert (né vers 1342-† 1394), qui se succéderont à la tête du comté.
Fidèle vassal du comte de Savoie, il aide celui-ci à combattre les Milanais.

### Comte
Pierre devient comte de Genève à la suite de la mort de son frère, Jean, probablement vers la fin du mois de septembre 1370. Il signe avec son nouveau titre un acte dès le 4 novembre 1370.
En 1374, il épouse Marguerite de Joinville (1354 † 1418), comtesse de Vaudémont, veuve de Jean II de Bourgogneseigneur de Montaigu. Ils n'ont pas d'enfant.
Il apparaît à Vaudémont dans deux chartes, l’une de 1374, l’autre de 1375. Il rendit hommage au comte de Bar le 26 avril 1376.
Quatre ans plus tard, son frère Robert de Genève est élu pape à Avignon, sous le nom de Clément VII, en compétition avec le pape de Rome Urbain VI, ouvrant le Grand Schisme d'Occident et Pierre passera les dernières années de sa vie auprès de lui à Avignon à combattre pour asseoir son pouvoir.
En 1382, il est l’un des chefs de la troupe qu’Amédée VI, comte de Savoie, envoie en Italie pour aider Louis Ier d’Anjou à conquérir le royaume de Naples.
Il combat aux côtés du comte Amédée VII. À partir de 1389, il va tenter, tant par la négociation que par la guerre, en compagnie d'Odon de Villars, de mettre un terme à la guerre privée que mène Raymond de Turenne contre son frère et Marie de Blois.
Il établit son testament le 24 mars 1392,. Il meurt peu de temps après.
En 1393, il désigne son neveu, le fils de sa sœur, Humbert de Villars, comme héritier,. Robert, devenu l'anti-pape Clément VII, conteste cette succession. Il prend le titre, mais s'engage à faire de Humbert son successeur le 19 décembre 1393. L'anti-pape meurt l'année suivante.